# Cyzenis ustulata
Cyzenis ustulata là một loài ruồi trong họ Tachinidae.